# Claude Lebey
Pour les articles homonymes, voir Lebey.
Claude Jolly dit Claude Lebey est un journaliste, chroniqueur et éditeur gastronomique français né le 20 novembre 1923 et mort le 10 janvier 2017,,.

## Biographie
Claude Lebey commence sa vie professionnelle dans l'industrie du textile. Puis il entame sa carrière comme journaliste culinaire en 1968 en rédigeant ses premiers articles pour le magazine Adam, puis pour les colonnes gastronomiques de l'hebdomadaire Paris Match.[réf. nécessaire] Il devient ensuite critique culinaire à l’Express puis au Gault-Millau.
Il exerce parallèlement une activité d'éditeur pour les éditions Robert Laffont de 1975 à 1992[réf. nécessaire], puis pour les Éditions Albin Michel.
Il édite notamment des ouvrages de référence[réf. nécessaire] de la nouvelle cuisine française qui présentent Michel Guérard, Joël Robuchon[réf. nécessaire], Alain Ducasse à un large public[réf. nécessaire] et dresse peu après L’Inventaire du patrimoine culinaire de la France en 22 volumes. Il est également l’auteur des guides gastronomiques annuels, dont Le Petit Lebey des bistrots parisiens et du Guide Lebey des restaurants de Paris.
Il produit par ailleurs l’émission La Grande Cocotte sur TF1, présentée par Michel Guérard de 1974 à 1981.[réf. nécessaire]
Claude Lebey est le fondateur des associations pour la préservation de la culture et du goût « Les Amis des Bistrots », le « Club des amateurs de cigare de Havane » (CACH) et le « Club des croqueurs de chocolat ».
En 2011, Claude Lebey, Gérald de Roquemaurel et les éditions Albin Michel ont conclu un accord pour la reprise et le développement des guides Lebey. Aux termes de cet accord, une nouvelle structure, « les éditions Lebey », a été créée dont Gérald de Roquemaurel a confié la présidence et le développement à Pierre-Yves Chupin et dont ils sont devenus les deux partenaires associés. Dans ce même esprit de continuité, les éditions Albin Michel, partenaire historique des guides, sont restées leur diffuseur et distributeur.
Son épouse, Martine Jolly (1923-2001), était auteur de livres de cuisine[source insuffisante],[source insuffisante].